# Куневальде
Куневальде или Кумвальд (нем. Cunewalde; в.-луж. Kumwałd) — община в Германии, в земле Саксония. Подчиняется административному округу Дрезден. Входит в состав района Баутцен.  Население составляет 5127 человек (на 31 декабря 2010 года). Занимает площадь 26,62 км².
Коммуна подразделяется на 10 сельских округов.